# Robert J. Sawyer
Robert James Sawyer (* 29. dubna 1960 Ottawa) je kanadský sci-fi spisovatel. Dosud publikoval 23 románů a jeho povídky se objevily v časopisech Analog Science Fiction and Fact, Amazing Stories, On Spec, Nature a v řadě sborníků. Sawyer získal mj. ceny Nebula (1995), Hugo (2003) a John W. Campbell Memorial Award (2006).
Sawyer se narodil v Ottawě a nyní žije v Mississauye, provincie Ontario.

## Film a televize
V letech 2009–2010 vysílala televizní stanice ABC na motivy stejnojmenného Sawyerova románu z roku 1999 dramatický seriál FlashForward (Flash Forward – Vzpomínka na budoucnost). První sezóna měla 22 dílů. Sawyer se natáčení účastnil jako konzultant a napsal 19. epizodu "Korekce kurzu".
Seriál byl po první sezóně ukončen.

## Nejvýznamnější ocenění
- 1991 Prix Aurora Award za nejlepší román v angličtině - Golden Fleece[11]
- 1995 Nebula Award za nejlepší román - The Terminal Experiment[5]
- 1995 Prix Aurora Award za nejlepší román v angličtině - The Terminal Experiment[11]
- 1996 nominace na Hugo Award v kategorii Nejlepší román - The Terminal Experiment[12]
- 1996 Prix Aurora Award za nejlepší román v angličtině - Starplex[11]
- 1997 Seiun Award za nejlepší zahraniční román - End of an Era[13]
- 1999 Prix Aurora Award za nejlepší román v angličtině - Flashforward: vzpomínka na budoucnost[11]
- 2001 Seiun Award za nejlepší zahraniční román - Frameshift[13]
- 2001 nominace na Hugo Award v kategorii Nejlepší román - Calculating God[14]
- 2003 Seiun Award za nejlepší zahraniční román - Illegal Alien[13]
- 2003 Hugo Award za nejlepší román - Hominidé[6]
- 2005 Prix Aurora Award za nejlepší práci v angličtině - Relativity: Essays and Stories[11]
- 2006 John W. Campbell Memorial Award za nejlepší Sci-Fi román - Mindscan[15]
- 2007 Galaxy Award (China) pro nejoblíbenějšího zahraničního autora
- 2007 Prix Aurora Award za nejlepší povídku v angličtině - Biding Time[11]
- 2010 Prix Aurora Award za nejlepší román v angličtině - Wake[11]
- 2010 nominace na Hugo Award v kategorii Nejlepší román - Wake[16]
- 2011 Prix Aurora Award za nejlepší román v angličtině - Watch[11]
- 2012 Prix Aurora Award za nejlepší román v angličtině - Wonder[11]